# Sermiligaaq Helistop
Sermiligaaq Helistop (IATA: , ICAO: BGSG) er en grønlandsk flyveplads beliggende i Sermiligaaq med et græslandingsområde med en radius på 15 m. I 2008 var der 398 afrejsende passagerer fra flyvepladsen fordelt på 95 starter (gennemsnitligt 4,19 passagerer pr. start).
Sermiligaaq Helistop drives af Mittarfeqarfiit, Grønlands Lufthavnsvæsen. Statens Luftfartsvæsen fører tilsyn med flyvepladsen.

## Eksterne links
- AIP for BGSG fra Statens Luftfartsvæsen Arkiveret 8. marts 2012 hos  Wayback Machine